# Mergulho

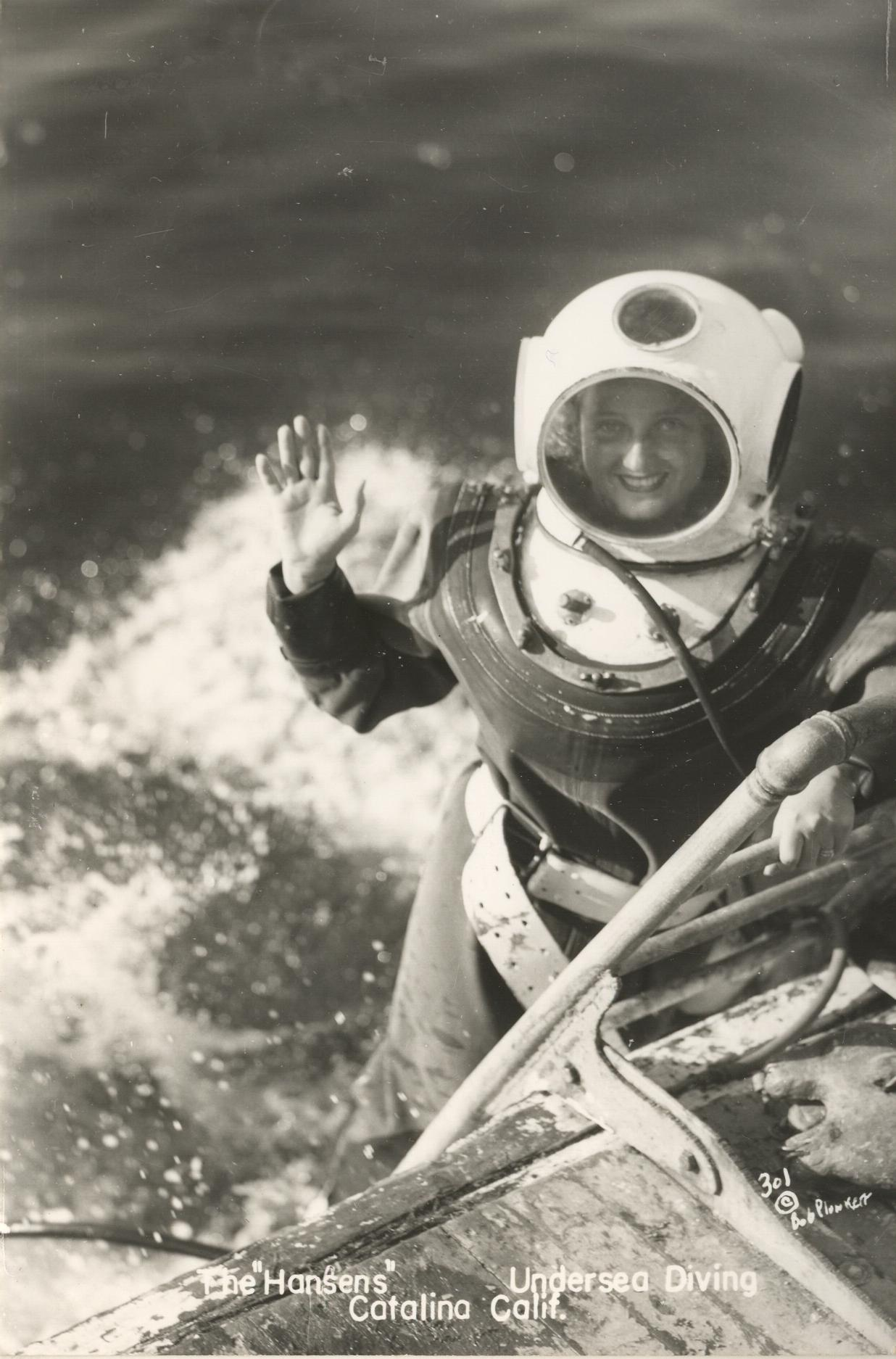
Mergulhadora em um escafandro moderno dos meados do século XX.

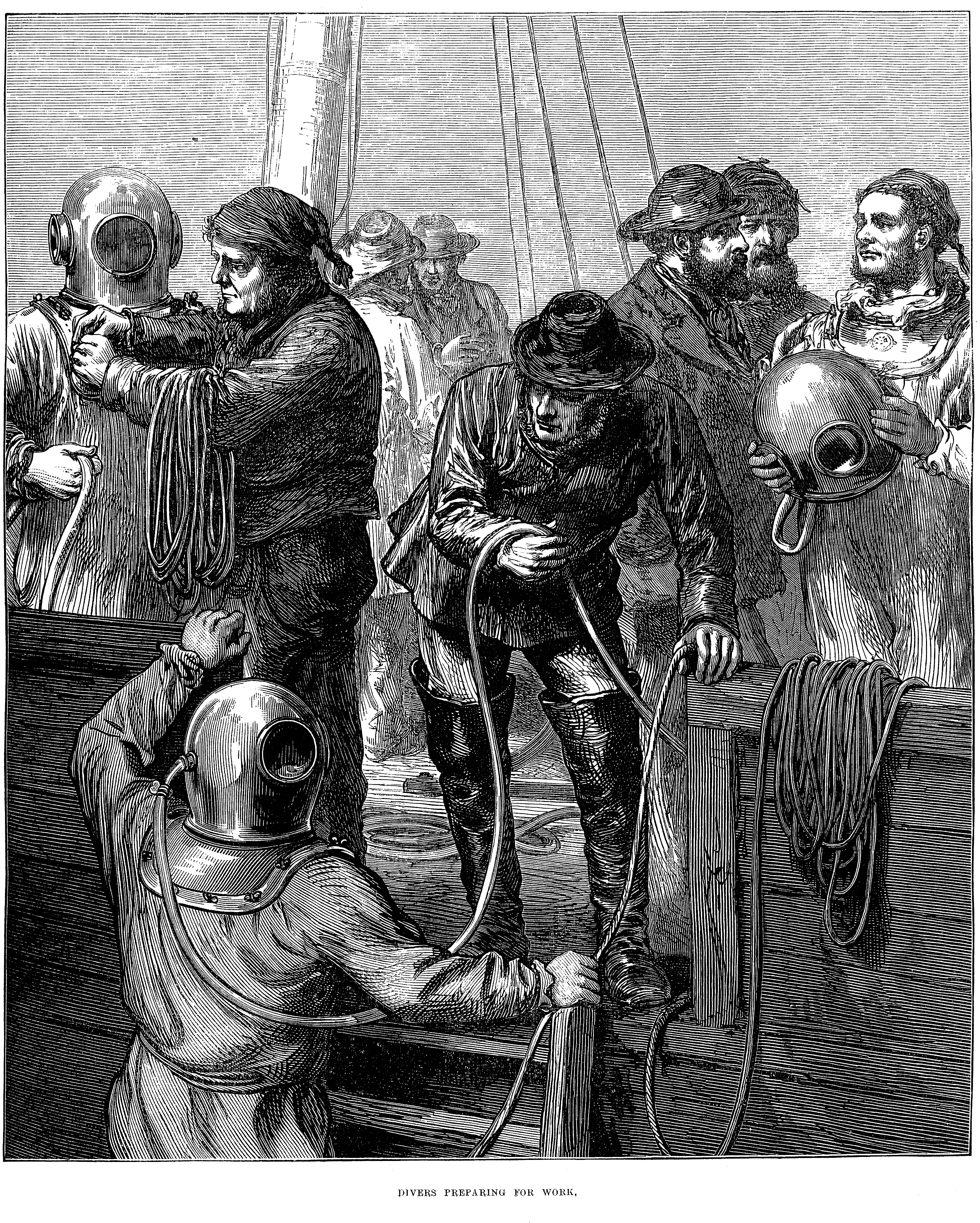
Ilustração "Mergulhadores se preparam para o trabalho" de Augustus Siebe.

Bandeira Alpha utilizada para sinalizar barcos com mergulhadores.

Mergulho é a prática de submergir, ou utilizando um aparato de respiração ( mergulho autônomo, mergulho dependente ou semi-dependente) ou
segurando a sua respiração, denominada mergulho livre. Roupas de mergulho atmosféricas podem ser utilizadas para isolar o mergulhador dos efeitos do ambiente de alta pressão, ou técnicas de mergulho de saturação, ou descompressivo, podem ser utilizados para reduzir o risco de doença descompressiva após mergulhos profundos.
As atividades de mergulho restringem-se a profundidades relativamente rasas, devido aos efeitos da pressão nas áreas mais profundas do mundo, mesmo roupas de mergulho rígidas são incapazes de levar os mergulhadores a estes ambientes. Outra restrição ao mergulho são as condições, que não sejam excessivamente hostis, sendo que a avaliação destas costuma variar muito de mergulhador para mergulhador. Em alguns casos mergulhadores podem mergulhar em meios líquidos que não seja a água.
O termo escafandrismo normalmente se refere ao mergulho subaquático utilizando ar fornecido pela superfície através de um equipamento de compressão comumente associado ao uso de um escafandro com o capacete de fluxo contínuo a capacetes leves com válvulas de demanda.
O mergulho recreacional é uma atividade popular (também conhecido por mergulho esportivo ou mergulho recreativo). Mergulho técnico é uma forma de mergulho recreativo que amplia o alcance em profundidade e/ou a duração do mergulho ou lida com condições mais desafiantes dos que as aceitas no mergulho recreacional regular. Mergulho profissional (mergulho comercial, mergulho científico entre outros) abrange todas as áreas de mergulho que se deem no local de trabalho submerso. Mergulho de segurança pública, é o trabalho subaquático realizado pelas forças de manutenção da lei, resgate e de equipes de busca e recuperação, podendo ser executado por profissionais ou voluntários. Mergulho militar é o termo utilizado para toda atividade militar subaquática, como mergulho de combate, infiltração entre outros. Esportes subaquáticos é um grupo de esportes competitivos usando técnicas de mergulho livre, snorkeling ou mergulho autônomo de maneira combinada ou isoladamente.

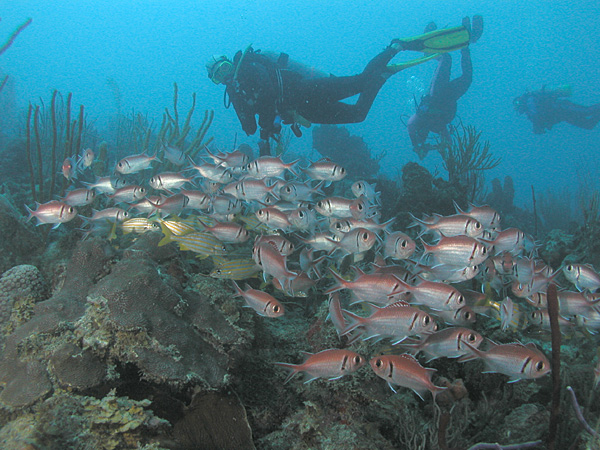
Mergulhadores com equipamento Scuba Moderno.

O treinamento, tipo de equipamento e gases de respiração dependem do tipo e condições de mergulho.

## História

### Mergulho livre

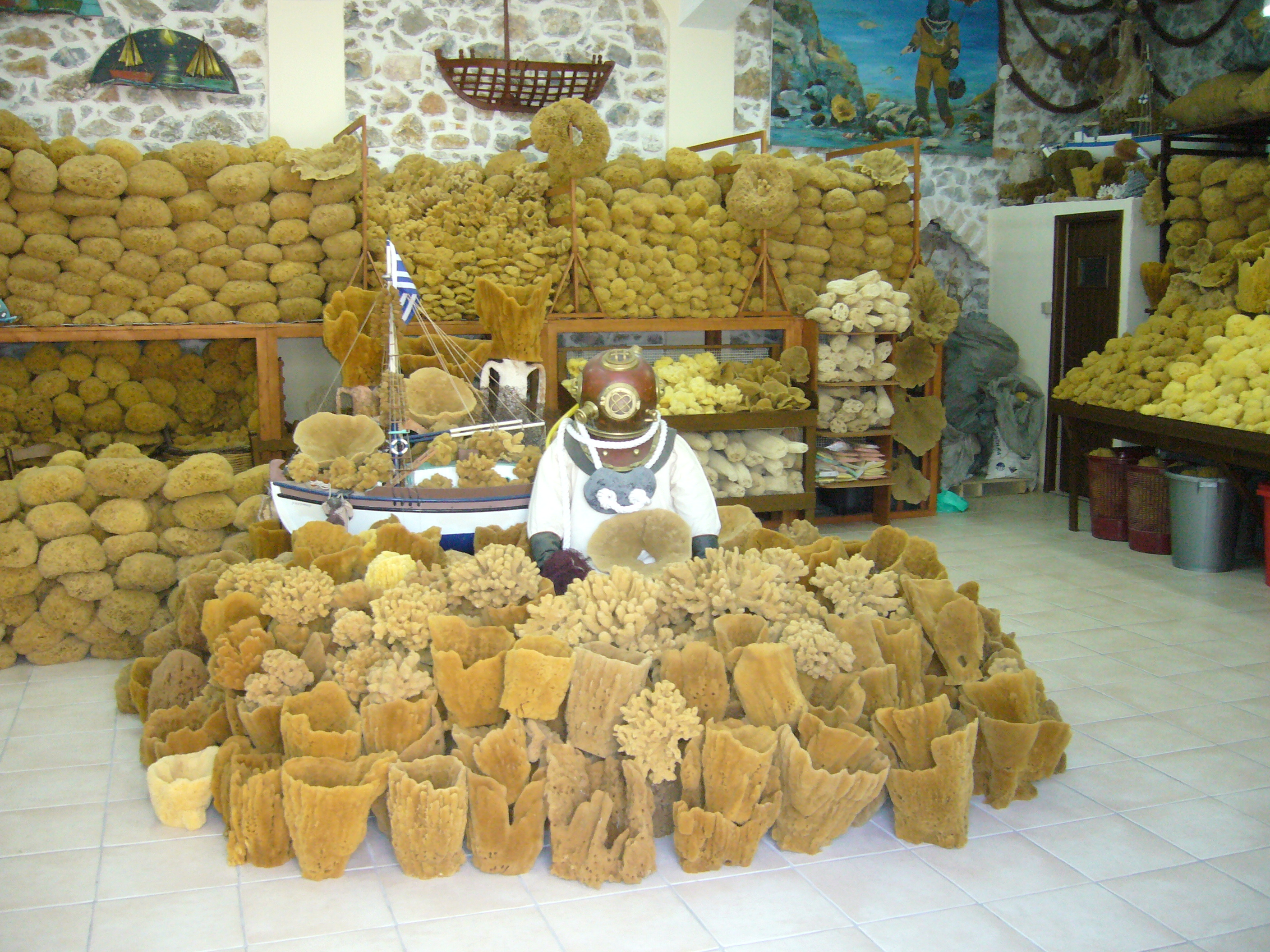
Exibição de esponjas naturais a venda em Calymnos.

O mergulho tem sido praticado em culturas ancestrais para a recuperação de objetos valiosos e como recurso de apoio à campanhas militares. Na antiguidade o mergulho livre sem o apoio de equipamentos era a única possibilidade, com a exceção do uso de juncos, ou de bexigas de couro, para a respiração. Os mergulhadores enfrentavam os mesmos problemas atuais, como a doença descompressiva e o apagão durante a apneia. Assim o mergulho na antiguidade poderia ser mortalmente arriscada.
Tanto o mergulho com intuito comercial, como o com o objetivo de recreação, podem ter surgido na Grécia Antiga, já que tanto Platão quanto Homero citam que as esponjas já eram utilizadas para os banhos. A ilha de Calymnos era o principal centro do extrativismo de esponjas. Utilizando-se de pesos (skandalopetra) de até 15 quilos para acelerar a descida, mergulhadores de apneia podiam descer até os 30 metros por até 5 minutos para coletar esponjas. Estas não eram o único recurso valioso que se coletava do fundo do mar; a retirada de corais vermelhos também era bem popular. Uma variedade de conchas, ou peixes podiam ser retirados, assim criando uma demanda para mergulhadores que trouxessem os tesouros do mar, os quais também incluíam riquezas naufragadas.
O Mar Mediterrâneo tinha muitos entrepostos comerciais marítimos, razão pela qual havia diversos navios naufragados, o que fazia com que mergulhadores fossem comumente contratados para salvar o que fosse possível do leito marinho. Mergulhadores podiam nadar até os naufrágios e escolher as peças mais valiosas para recuperar. Estes audaciosos mergulhadores enfrentaram muitos perigos no exercício da função, como resultado, leis como a Lex Rhodia, foram criadas, premiando com uma grande porcentagem desses salvamentos aos mergulhadores, em naufrágios mais profundos que 15,24 metros (50 pés), mergulhadores recebiam um terço do produto da operação e em naufrágios abaixo dos 27,43 metros (90 pés) tinham direito a metade do valor.
Mergulhadores também foram usados em períodos de guerra. Defesas contra navios eram sempre criadas, como, por exemplo, barricadas submarinas que tinham como objetivo afundar as naus inimigas. Como as barricadas eram ocultadas sob a água, mergulhadores eram enviados para reconhecer o leito marinho quando navios se aproximavam de um porto inimigo. Uma vez que as barricadas eram descobertas estes mesmos homens a desmontavam, se possível. Durante a Guerra do Peloponeso, mergulhadores foram utilizados para superar bloqueios inimigos, bem como para entregar suprimentos e mensagens para aliados, ou tropas que estavam atrás das linhas inimigas. Além de tudo isso, esses homens-rã da antiguidade também desempenhavam o papel de sabotadores, abriam furos em cascos inimigos, cortavam o cordume de navios ou as liberavam de suas amarrações. O mergulho livre foi a fonte de renda primária para muitos cidadãos de países do golfo como Catar, Emirados Árabes Unidos, Bahrein e Kuwait. Como resultado os promotores das herança culturais desses países popularizaram os eventos profissionais e recreacionais relacionados com a prática do mergulho.

### O Sino de Mergulho

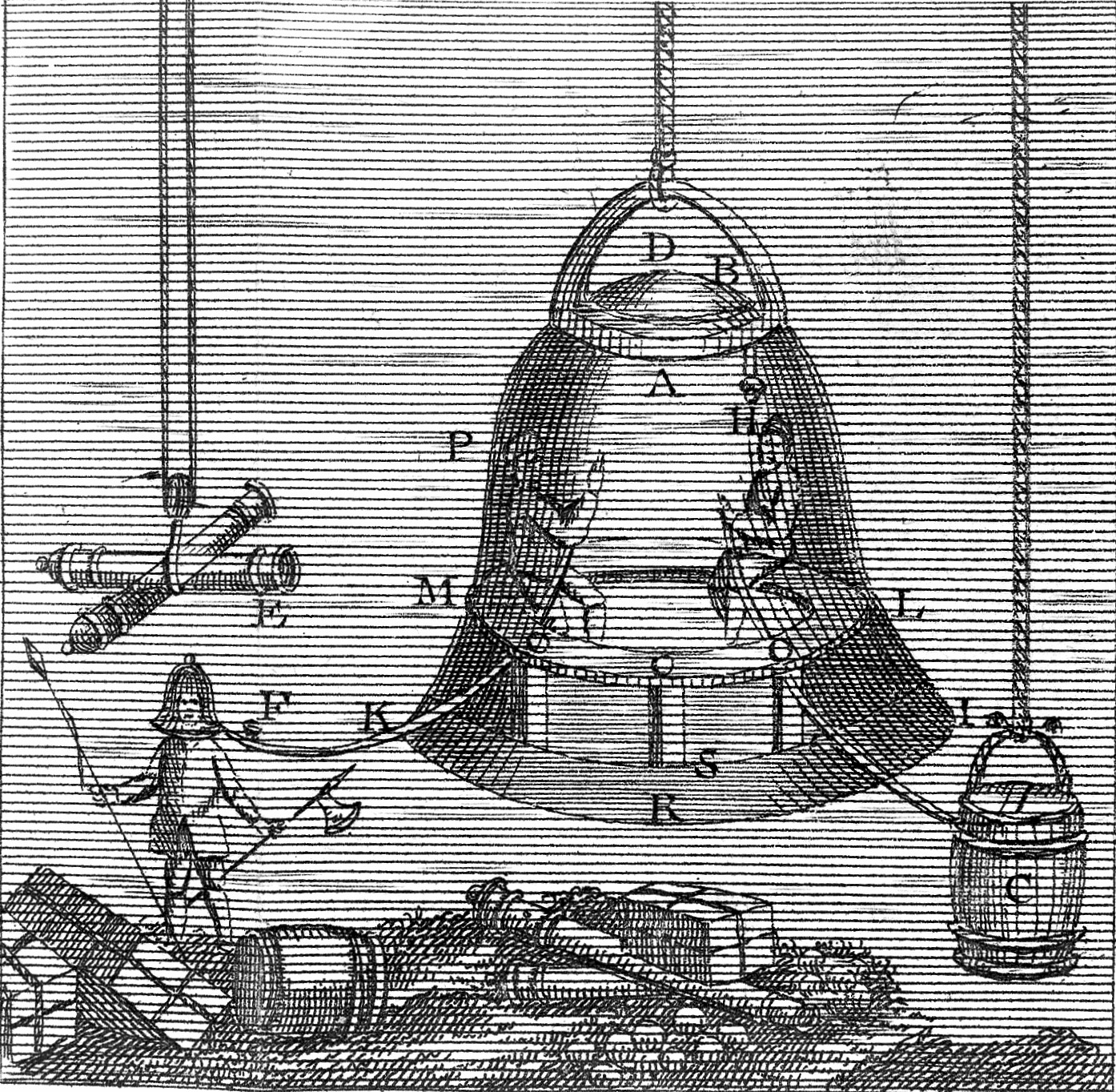
Sino de Mergulho de Halley.

Os sinos de mergulho foram desenvolvidos entre os séculos XVI e XVII, sendo o primeiro recurso equipamento de mergulho mecânico a ser desenvolvido. Nada mais eram que câmaras rígidas lastreadas para manterem-se com a boca para baixo e com flutuabilidade negativa, afundando mesmo quando cheios de ar.

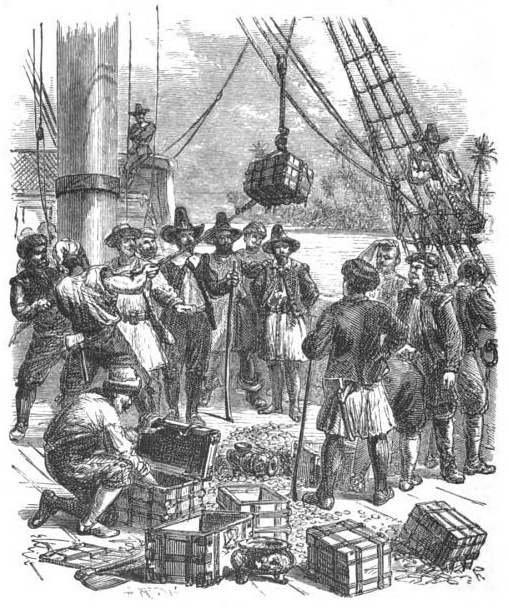
Sir William Phipps utilizou um sino de mergulho para retornar um tesouro muito valioso de um navio espanhol naufragado.

O primeiro sino de mergulho básico foi provavelmente construído por Guglielmo de Lorena, em 1535. Em 1616, Franz Kessler construiu um sino de mergulho aprimorado.
Os sinos de mergulho eram muito utilizados para trabalhos de salvatagem. Em 1658, Albrecht von Treileben foi contratado pelo rei Gustavo Adolfo da Suécia para recuperar o navio de guerra Vasa, que naufragou no porto de Estocolmo em sua viagem inaugural em 1628. Entre 1663 e 1665 os mergulhadores de von Treileben tiveram sucesso em emergir a maior parte dos canhões, trabalhando em um sino de mergulho. Em 1687, Sir William Phipps utilizou um container de cabeça para baixo para recuperar um tesouro avaliado em £ 200 000 (Duzentas mil Libras Esterlinas) de um navio espanhol que afundou na conta de Santo Domingo.
Em 1691, o Dr. Edmond Halley completou os planos para construir um sino de mergulho muito aprimorado. capaz de manter-se submerso por longos períodos e equipado com uma janela com o propósito de permitir a exploração subaquática, o ar do sino era substituído pelo conteúdo de barris pesados, cheios de ar, enviados pela superfície. Em uma demonstração, Halley e 5 acompanhantes mergulharam até os 18 metros no Rio Tâmisa, e manteve-se nesta profundidade por uma hora e meia. Aperfeiçoamentos futuros aumentaram a seu tempo de exposição subaquática para 4 horas.
Em 1775, Charles Spalding, um fabricante de Endiburgo, melhorou o projeto de Halley adicionado um sistema de contra peso para facilitar o processo de erguer e baixar o sino, bem como um sistema de cordas para se comunicar com a equipe de superfície.
Em 1689, Denis Papin sugeriu que a pressão e o ar fresco dentro de um sino de mergulho poderia ser mantido por bombas ou foles. Sua ideia foi implementada exatamente 100 anos depois por um engenheiro John Smeaton que construiu a primeira bomba de ar para mergulho em 1789.

### Trajes de Mergulho

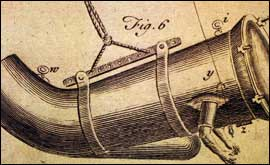
Ilustração do traje de mergulho de John Leathbridge.

O próximo grande passo na evolução do mergulho foi a criação dos primeiros trajes de mergulho no início do século XVIII. Dois ingleses desenvolveram o primeiro traje de mergulho resistente à pressão na década de 1710. John Lethbridge construiu uma roupa hermética para ajudá-lo no trabalho de salvatagem, basicamente era um de um barril cheio de ar a prova de pressão, com uma janela de vidro e duas mangas resistentes a água. Este design deu maior mobilidade e manobrabilidade para que o mergulhador pudesse realizar o serviço de recuperação de objetos.
Depois de testar seu traje na lagoa de seu jardim, que foi construída especificamente para este propósito, Lethbridge mergulhou em diversos naufrágios: quatro ingleses da classe Man of War, um do padrão da Companhia das Índias Orientais, dois galeões espanhóis e várias Galeras. Devido aos bens recuperados ele se tornou um homem de muitas posses. Uma das suas salvatagens mais conhecidas foi a da embarcação holandesa Slot ter Hooge, que havia afundado no arquipélago da Madeira com mais de 3 toneladas de prata a bordo.
Em paralelo Andrew Becker criou uma roupa de mergulho recoberta por couro com um capacete com visores. Este traje usava um sistema de tubo para viabilizar a inalação e exalação do mergulhador, sendo que Becker a apresentou sua roupa para o mundo no Rio Tâmisa, em Londres, durante a sua demonstração ele manteve-se submerso por uma hora. Estes trajes ainda tinham um uso limitado, pois não era possível repor o oxigênio no interior da roupa, uma vez que não existia um sistema prático de fornecimento de gás respirável·

### Trajes de mergulho dependente (Escafandros)
Os primeiros capacetes de mergulho foram produzidos pelos irmãos Charles e John Deane na década de 1820.

## Tipos de mergulho
Existem três tipos de mergulho: livre, autônomo e o dependente ou semiautônomo (br: umbilical). O mergulho livre ou de apneia é a modalidade em que o mergulhador não usa equipamentos para respiração subaquática. No mergulho autônomo o mergulhador é auxiliado por equipamentos que ele carrega consigo, que lhe permitem respirar debaixo d'água. Já no mergulho dependente, o suprimento de ar não é levado pelo próprio mergulhador, sendo a alimentação feita a partir da superfície por intermédio de um compressor de ar e de uma mangueira, no mergulho semiautônomo, ou umbilical, é usado um sistema de armazenamento, normalmente um circuito SCUBA, para prover uma fonte de reserva em caso de uma falha do sistema principal, fazendo com que o ar da superfície não chegue ao mergulhador.

### Mergulho dependente
O mergulho dependente não é praticado por mergulhadores amadores ou esportistas, uma vez que, como não há limitação de ar para a permanência do homem sob a água, facilmente os limites não descompressivos do mergulho acabam sendo ultrapassados, exigindo assim diversas paradas programadas para descompressão. Ademais, uma interrupção no fornecimento de ar para o mergulhador pode ser fatal, dependendo da profundidade e do tempo que se encontra mergulhando.
O mergulho dependente é largamente utilizado por profissionais, especialmente os que trabalham em plataformas de petróleo e na construção civil.

### Mergulho livre
O mergulho livre consiste no mergulho sem o auxílio de equipamentos de respiração subaquática. O mergulhador depende exclusivamente de sua capacidade pulmonar, preparação física e principalmente do controle emocional.
Existem várias modalidades de mergulho livre competitivas ou não, dentre elas tem-se o mergulho contemplativo, como o nome diz, para contemplar o ambiente aquático, tem-se o mergulho com Lastro constante, onde o mergulhador desce a uma determinada profundidade usando um cinto de lastro, porém o mesmo não pode se utilizar de cabo-guia, Lastro constante sem nadadeiras, que vale as mesmas regras para o anterior salvo que o uso de nadadeiras, Imersão livre é a modalidade mais natural possível, onde o mergulhador usa apenas um cabo para descer a maior profundidade possível e retornar. Tem também o Lastro variável, onde o mergulhador desce com o auxílio de lastro controlado (sled) ligado ao cabo-guia. Após atingir a profundidade desejada, o mergulhador abandona o lastro e retorna à superfície utilizando o cabo-guia ou simplesmente usando as nadadeiras e por fim o No limits, essa é a modalidade dos grandes profundistas. É derivada do lastro variável, porém a diferença está no modo de retorno à superfície. O mergulhador pode utilizar-se de um balão ou colete inflável, ou ainda outro meio mecânico para subir o mais rápido possível, devido à grande profundidade atingida.
No Brasil temos referências mundiais no mergulho livre, como, por exemplo, Karoline M Meyer (7 vezes recordista mundial), Ricardo da Gama Bahia (recordista mundial do Guinness Book), Carolina Schrappe (recordista sul-americana), dentre outros.
O recorde mundial de profundidade é de -214 metros do mergulhador austríaco Herbert Nitsch, na data de 14 de junho de 2007.

### Mergulho autônomo
Mergulho autônomo, a modalidade permite que o mergulhador fique mais tempo embaixo d'água do que o mergulho livre com auxílio do equipamento de respiração. O mergulho autônomo pode ser dividido basicamente em: Mergulho recreativo e Mergulho técnico (ou descompressivo). Os manuais das várias certificadoras de mergulho recreacional, apontam para a profundidade limite para este tipo de mergulho, na casa dos quarenta metros de profundidade. A partir deste limite o tempo de limite de permanência sem descompressão é muito curto, então passa-se a utilizar-se procedimentos para mergulho técnico.
O recorde de profundidade em mergulho autônomo pertence ao mergulhador técnico Sul Africano Nuno Gomes que desceu -318,25 metros, submetendo-se a uma pressão de quase 33 atmosferas. Para tanto, o mergulhador deve se submeter a cursos especiais, onde tabelas de mergulho são estudadas em detalhes, procedimentos de emergência são apresentados e os equipamentos igualmente são especiais.

### Mergulho técnico
Mergulho Técnico é o mergulho não limitado pelos limites das tabelas de mergulho não descompressivo, utilizando-se de equipamentos e procedimentos especiais para estender o tempo de fundo com segurança. Normalmente entre os procedimentos especiais está o uso de gases mais ricos em oxigênio, Nitrox, para acelerar a eliminação do nitrogênio acumulado devido à exposição a pressão maiores da profundidade.
Devido à narcose por nitrogênio e a toxidade do sistema nervoso central causa por altas pressões parciais de oxigênio muitos mergulhadores usam misturas de gases onde retiram oxigênio e/ou nitrogênio substituindo-os por Hélio, a esta mistura chama-se TRIMIX.
No Brasil este tipo de mergulho começou a ganhar força na década de 90 do século XX.
O mergulho técnico, especialmente o praticado em ambientes de teto, tal como caverna submersa e naufrágio, é um dos tipos mais desafiantes, exigindo dos seus praticantes treinamentos especializados para o desenvolvimento de conhecimentos, técnicas e procedimentos de emergência.

## Certificações de mergulho
Para que mergulhadores possam exercer a atividade com segurança diversas certificações padronizadas foram criadas.

### Certificações de mergulho profissional/dependente
As duas principais certificadoras de mergulho profissional são a International Marine Contracters Association IMCA e a Associaton of Diving Contractors Internacional ADCI.

### Certificações de mergulho recreacional
A grande maioria das certificadoras de mergulho recreacional são membro do Conselho Mundial de Treinamento Scuba Recreacional (WRSTC, sigla em Inglês), que se divide em 4 conselhos Europa, Japão, Estados Unidos e Canadá. De acordo com as regulamentações do conselho existem os seguintes níveis de certificação de mergulho:
- Mergulhador Supervisionado,[19] equivalente à certificação da PADI Scuba Diver;
- Mergulhador de Águas Abertas,[20] equivalente à certificação da PADI Open Water Diver;
- Introdutório ao Mergulhador de Resgate,[21] equivalente à certificação PADI Rescue Diver;
- Supervisor de mergulho recreacional,[22] equivalente à certificação PADI Divemaster;
- Instrutor Assistente,[23] equivalente à certificação PADI Assistent Instructor;
- Instrutor de Mergulho Recreacional,[24] equivalente à certificação PADI OWSI.

## Equipamento de mergulho
Para um mergulho seguro, é necessário o uso uma série de equipamentos que proporcionarão tranquilidade, conforto e, obviamente, segurança ao mergulhador. Para uma descrição mais detalhada sobre cada um desses equipamentos, veja o artigo principal: Equipamentos de mergulho.

### Cilindro de ar comprimido
O que diferencia a capacidade e a quantidade de ar dentro do cilindro, além, naturalmente, do seu tamanho é a pressão utilizada no seu enchimento. Os cilindros mais utilizados pelos mergulhadores pesam de doze a quinze quilos e operam com aproximadamente 200 BAR de pressão, tendo um volume interno de cerca de 11 a 18 litros. Por exemplo, um cilindro modelo S80 de 11 litros de volume interno, se enchido a uma pressão de 200 BAR terá em seu interior um total de 2.200 litros de ar comprimido.
Obrigatoriamente, quando o cilindro é recarregado com outro tipo de mistura gasosa, diferente do ar comprimido, deve-se apresentar uma identificação visual própria, alertando o mergulhador sobre qual é o gás que está contido no cilindro.
A relação tempo/cilindro é variável, pois depende da profundidade (pressão que se encontra o mergulhador) e do ritmo respiratório.

### Regulador de Pressão

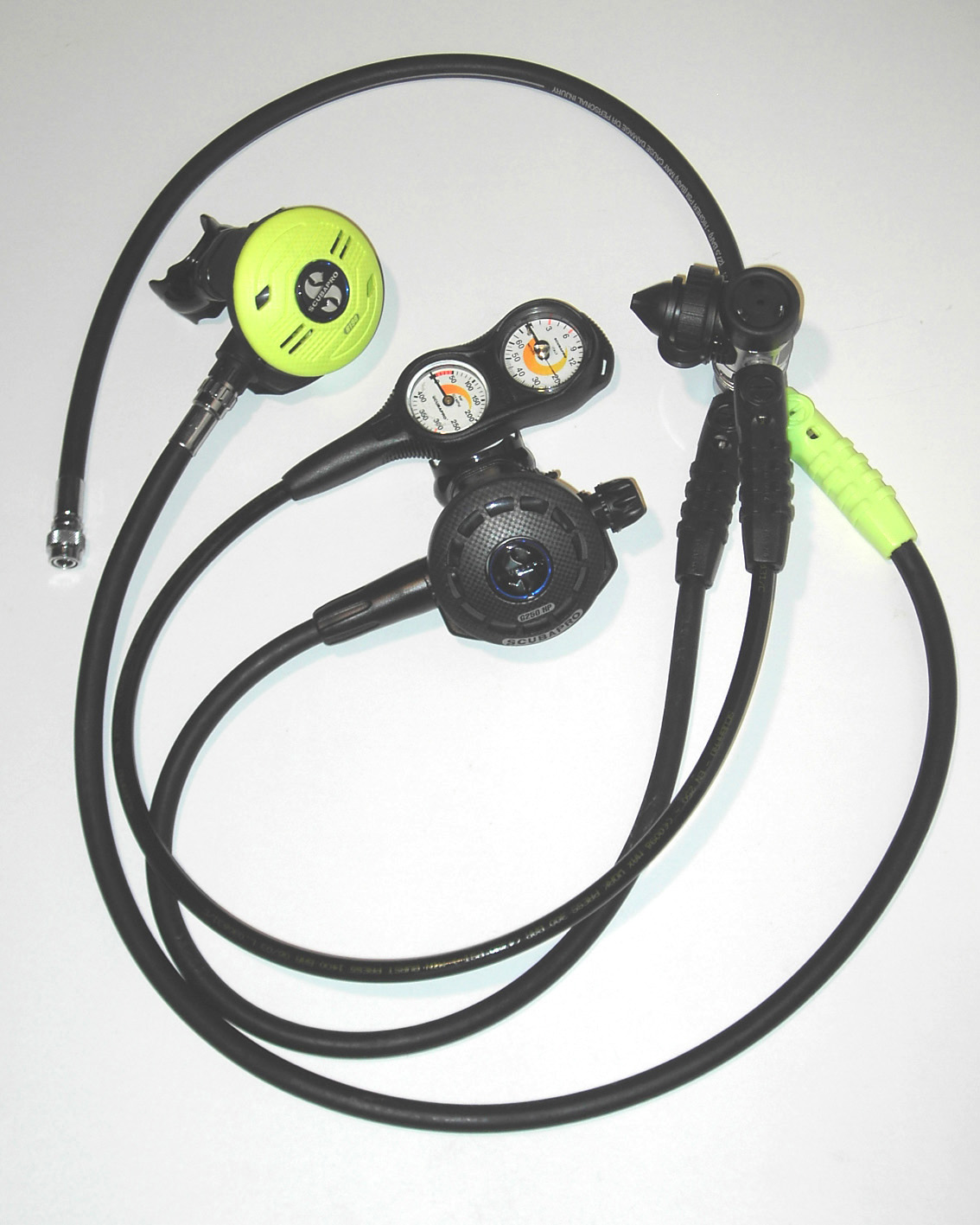
Regulador de pressão completo com manômetro e profundímetro.

O mecanismo que permite respirar embaixo d´água o ar comprimido é o regulador de pressão que é acoplado ao cilindro de ar comprimido, reduz sua pressão até a pressão ambiente e conduz o gás por mangueiras até a boca do mergulhador, abrindo e fechando para liberar o ar a cada respirada.

### Roupas isolantes

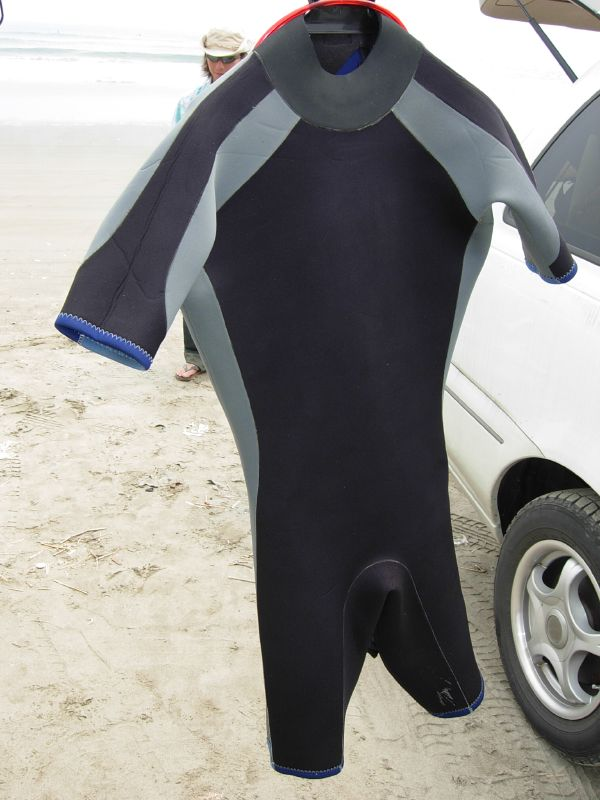
exemplo de roupa isolante para mergulho.

As roupas isolantes evitam a perda do calor do corpo e protegem a pele contra queimaduras de corais, animais venenosos ou cortes de pedras. Geralmente, são feitas de neoprene, um tipo de borracha que contém milhares de minúsculas bolhas em seu interior. Esse tipo de vestimenta foi criado em 1953, pelos irmão Bob e Bill Meistrell, fundadores da Body Glove, com o primeiro wetsuit prático da história.
Graças a essa característica, a água que entra na roupa não sai, logo ela é aquecida pela temperatura corporal e cria uma barreira isolante entre o mergulhador e o meio líquido no qual ele está envolto.
Existem também as roupas secas feitas de neoprene ou borracha vulcanizada, que impedem a passagem de água para dentro roupa. São muito usadas em locais inóspitos e muito frios, como em cavernas, mergulhos profundos, em altitudes e embaixo do gelo ou durante atividades muito prolongadas como no caso do mergulho comercial.
Para as "roupas secas" se exige conhecimento técnico específico, sendo que as diversas certificadoras de mergulho recreacional no mundo apresentam cursos próprios.

### Manômetro e Profundímetro
O manômetro é um medidor da pressão do gás existente no cilindro. Pode ser medido em BAR ou PSI.
O profundímetro é um medidor da profundidade em que o mergulhador se encontra submerso. A profundidade pode ser medida em metros (sistema métrico) ou pés (sistema imperial).

### Snorkel
Snorkel é um tubo de aproximadamente trinta centímetros que contém um bocal e permite ao mergulhador respirar o ar do ambiente pela boca, sem levantar a cabeça da água. Os mais atuais possuem uma válvula (válvula de purga) que permite a respiração e aspiração em diferentes estágios. Possuem também um dispositivo "quebra-onda" na extremidade que auxilia no mergulho em águas marítimas, não deixando a água inundar o tubo.

### Faca de mergulho

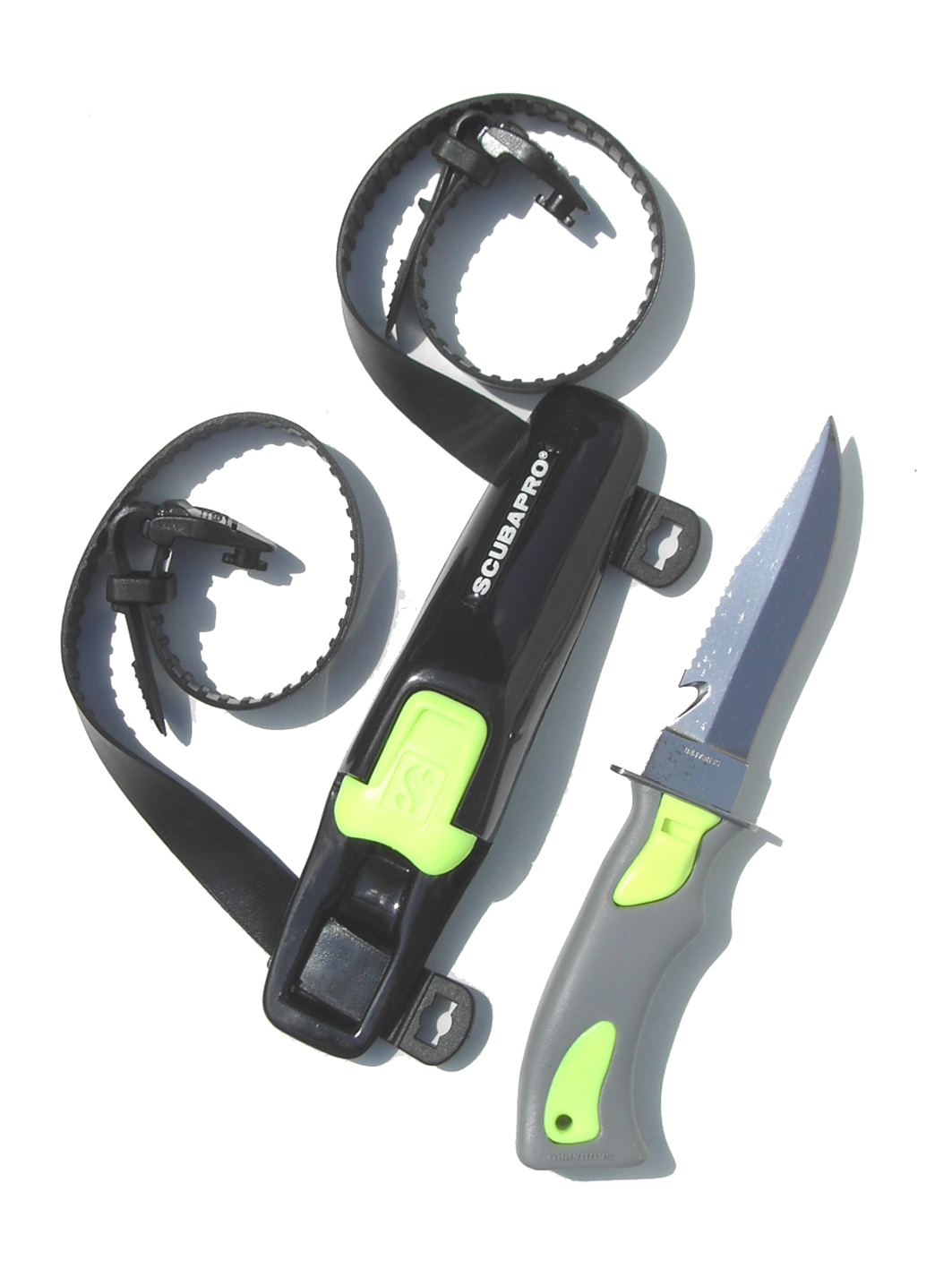
Faca de mergulho.

### Cinto de lastro
Equipamento utilizado para compensar a flutuabilidade causada principalmente pela roupa isolante e pela gordura corporal. A quantidade de lastro (chumbo) varia de mergulhador para mergulhador, dependendo assim da sua flutuabilidade natural e/ou equipamento que está sendo usado. Pode ser substituído por bolso de lastro em alguns coletes equilibradores.

### Nadadeiras
Uma vez que não se utilizam os braços na natação subaquática, o movimento das pernas é o responsável pelo deslocamento do mergulhador sendo assim a escolha da nadadeira é muito importante para cada tipo de modalidade.
Feitas de e com diferentes tipos de borracha, silicone, fibra de carbono e outros polímeros, as nadadeiras podem ser classificas em dois modelos: de calcanhar aberto (nadadeiras abertas), que exige o uso de uma bota por dentro da nadadeira; e a de calcanhar fechado (nadadeiras fechadas).
De tamanhos variáveis, conforme a utilização, normalmente as de tamanho grande (jumbo) são indicadas para o mergulho livre (sempre de calcanhar fechado) uma vez que se exige maior velocidade do mergulhador para atingir a profundidade desejada, já que não há suprimento de ar além dos limites dos pulmões; as intermediárias no tamanho e largura ( quase sempre de calcanhar aberto) são indicas para mergulho autônomo, que necessitam de força mais sem muita movimentação da água, pois levantaria muita suspensão (poeira do fundo) uma vez que o mergulhador autônomo ficam em contato por mais tempo com o fundo do mar. As menores e totalmente de borracha são muito utilizadas para o bodyboard e algumas forças armadas as preferem por ser mais fácil de andar uma distância maior se necessário.

### Colete equilibrador - "BC"
Equipamento de segurança, o colete equilibrador ou "compensador de flutuabilidade" é necessário para manter uma flutuabilidade perfeita do mergulhador. É formado por um colete com bolsas que se inflam de ar na medida em que o mergulhador aciona um botão próprio (power), ligado a uma mangueira de baixa pressão ao cilindro. Inflando o colete, naturalmente em razão do ar nas bolsas, tenderá a flutuar, e torna-se equipamento de segurança para a flutuação do mergulhador na superfície. Da mesma maneira, o próprio mergulhador pode desinflar o colete, apertando outro botão de comando. Com tal manobra, deixa-se o ar escapar, diminuindo-se a capacidade de flutuação, afundando por consequência.
Uma perfeita regulagem pelo mergulhador, torna o mergulho além de seguro, extremamente confortável.

### Lanterna
De uso obrigatório nos mergulhos noturnos, quando, inclusive, se exige mais de uma lanterna como equipamento de segurança, é também utilizada durante o dia para melhor visualização do interior de tocas. Quando a lanterna é apontada para uma criatura marinha ou coral ela revela a sua verdadeira cor, porque quanto mais fundo mais as cores se perdem devido à refração da luz. O único meio de se observar a verdadeira coloração é através de uma fonte alternativa de luz (lanterna).

### Computadores
Um computador de mergulho consiste em um equipamento eletrônico com sensores que detectam a pressão ambiente e a imersão em água, alguns modelos detectam também a temperatura da água e/ou a pressão do cilindro.

A detecção da imersão em água dá início à marcação do tempo de mergulho, a pressão ambiente é utilizada junto com este tempo para o cálculo da absorção de gases pelos tecidos do corpo do mergulhador.

Seguindo um algoritmo especializado na absorção/eliminação de gases pelo corpo humano (existem diversos deles como: US Navy, DCIEM, RGBM, VPM, entre outros), o computador de mergulho apresenta o tempo limite de permanência em uma determinada profundidade sem a necessidade de descompressão, chamada de Limite Não Descompressivo (LND). Se o LND é extrapolado, o algoritmo é utilizado para calcular o procedimento de descompressão, que constitui-se de paradas por tempo e em profundidade determinados, que é apresentado pelo computador. 
Todo este procedimento visa reduzir os riscos de Doença Descompressiva. O computador de mergulho indica ainda os intervalos de tempo de superfície, calcula o tempo de mergulhos sucessivos e o período de impossibilidade de voar (recomendado em função da redução da pressão ambiente durante o voo, o que pode favorecer o surgimento de Doença Descompressiva). 
Em alguns modelos mais complexos o cálculo do mergulho pode envolver mais de um tipo de mistura gasosa ou o uso de outros gases, como o Hélio (He), muito utilizado em mergulhos profissionais e técnicos. 
Alguns modelos também podem ter a leitura da pressão restante no cilindro Scuba, o que permite o cálculo da curva de consumo do mergulhador. 

## Riscos do mergulho

### Nitrogênio residual
O nitrogênio residual é o nitrogênio remanescente no corpo após um mergulho, cujo tempo de demora para ser eliminado depende do tempo de mergulho e da profundidade atingida. Como regra, o tempo de segurança entre um mergulho e outro é de doze horas, mas em casos especiais este tempo deve ser aumentado (por exemplo, quando se ultrapassa os limites do mergulho não descompressivo).
Caso a eliminação do nitrogênio residual seja deficiente (por fatores de saúde ou externos como uma subida muito rápida) pode ocorrer a geração de bolhas de nitrogênio que não conseguem ser eliminadas do corpo humano, ficando retidas em tecidos ou na circulação sanguínea. Esta ocorrência é chamada de doença descompressiva.
O exemplo ilustrativo clássico da doença descompressiva, conhecida popularmente por "bends", do inglês: dobrar, é da abertura abrupta de uma garrafa de refrigerante ou de uma garrafa de champagne. O gás sob pressão no interior da garrafa fica misturado ao líquido sem apresentar qualquer indicador visual da sua existência.
Com a abertura da tampa, de forma rápida, o gás carbônico que estava diluído no líquido se transforma rapidamente em bolhas, formando-se assim a espuma característica. Ao contrário, caso se faça um pequeníssimo furo ou uma abertura de igual tamanho na rolha ou na tampa da garrafa, permitindo a saída do gás de forma lenta, não há a formação de bolhas. Da mesma forma, quando respirado sob pressão, o nitrogênio se dissolve no sangue de forma imperceptível (lembremos que a cada dez metros de profundidade há um aumento de uma atmosfera de pressão).
Quanto mais tempo e mais profundo se mergulha, maior a concentração de nitrogênio no sangue e nos tecidos. Mantida a mesma profundidade, ou subindo-se de forma lenta e com a observância das tabelas de descompressão, o nitrogênio se transforma em microbolhas que são filtradas pelos alvéolos pulmonares e eliminados naturalmente pela respiração.
Ao contrário, caso haja uma subida rápida e/ou sem observar os limites impostos nas tabelas de mergulho, o nitrogênio diluído no sangue acaba por se transformar rapidamente em bolhas, que por sua vez, se expandem procurando sair também rapidamente do sangue e dos tecidos. A rapidez como as bolhas buscam sair do sangue e eventual formação e parada destas bolhas na corrente sanguínea podem causar diversas lesões no corpo humano, desde gravíssimas hemorragias até paradas cardiorrespiratórias, podendo levar o mergulhador ao óbito.
Como regra simples e de fácil entendimento, poderíamos traçar uma linha entre o tempo de mergulho e a profundidade, sendo que conforme mais se avança no tempo de duração do mergulho e na profundidade atingida, maior o tempo para que o corpo consiga eliminar as bolhas de nitrogênio que se formam no sangue quando o ar é respirado sob pressão.
As primeiras tabelas de mergulho foram feitas com base em militares da marinha americana, sendo que naturalmente os mesmos apresentavam condições físicas superiores a uma pessoa normal (sem o treinamento físico a que eram submetidos). Com o passar do tempo, novas tabelas foram sendo elaboradas, levando em consideração um mergulhador sem a condição física privilegiada dos militares da marinha. Com isso, as tabelas apresentaram tempos superiores para a descompressão (eliminação das bolhas de nitrogênio no sangue e nos tecidos).
Com o acesso facilitado às câmaras hiperbáricas (câmaras onde a pressão é superior a da atmosfera, reguladas artificial e controladamente por técnicos), possibilitou aos mergulhadores, não só os profissionais e militares, como aos amadores, um socorro mais eficaz para as doenças descompressivas.

### Embolia traumática
A embolia traumática é um dos mais perigosos acidentes do mergulho. Este acidente acontece se o ar contido nos pulmões ficar bloqueado ou não for expelido em quantidade suficiente durante a subida. O mergulhador nunca deve prender a respiração enquanto sobe à superfície. Os gases, conforme o mergulhador sobe, se expandem dentro do corpo, pela diminuição de pressão e podem até estourar os pulmões.
A velocidade normal e máxima de subida é de 18 metros por minuto. Uma velocidade menor é aceitável e apropriada.

### Narcose
O nitrogênio quando respirado sob pressão pode trazer efeitos para a consciência humana. Quanto mais profundo, aumentando-se a pressão parcial do nitrogênio, maiores os efeitos da narcose, que se assemelham muito aos efeitos do álcool no organismo humano.
Euforia, desorientação e atitudes inconsequentes são sinais bastante comuns da narcose. Tão logo o mergulhador perceba tais sintomas deve imediatamente subir para uma profundidade onde os mesmos não mais se pronunciem.
Da mesma forma que conforme se aumenta a profundidade, os sintomas se tornam mais fortes, diminuindo-se a profundidade os sintomas tendem a desaparecer por completo.
Embora a narcose por nitrogênio seja a mais amplamente divulgada, alguns estudos apontam para a existência da narcose por oxigênio. Apesar do oxigênio apresentar capacidade de narcose maior que o nitrogênio, seu rápido metabolismo pelo corpo humano diminui seu impacto.

### Ataques de animais
Apesar de pouco comuns, podem causar lesões nos mergulhadores exigindo socorro imediato e a intervenção médica em alguns casos.
Na verdade, o imaginário popular, aumentado pela imagem distorcida dos filmes cinematográficos, aponta o tubarão como o mais sério dos ataques dos animais marinhos. Entretanto, estatisticamente, morrem mais pessoas picadas por abelhas e atacadas por hipopótamos, que mergulhadores mordidos por tubarões. Mesmo numa escala bastante reduzida, comparado a outros tipos de ataques de animais sob a face da terra, o ataque de tubarões é mais comum contra banhistas e surfistas do que contra mergulhadores. Tal fato se explica principalmente porquanto ataques de tubarões ocorrem na esmagadora maioria como uma forma equivocada de alimentação, uma vez que o ser humano, efetivamente, não faz parte da sua cadeia alimentar.
Os mergulhadores estão mais sujeitos a lesões causadas por animais que possuem espinhos, como raias ou ouriços do mar, ou que produzem substâncias urticantes, como por exemplo, as águas vivas. Também na grande maioria, tais ferimentos ocorrem de forma acidental, quando o mergulhador entra em contato com estes tipos de animais.
Um conhecimento um pouco mais apurado e uma cautela maior quando na presença destes animais, evita na quase totalidade dos casos, acidentes e ferimentos.

## Dieta aquática

### Água
Devido a grande facilidade para desidratação (fator que contribui ao aparecimento de doença descompressiva) é recomendado o redobrado consumo de água, antes do mergulho. Após ou entre os mergulhos são recomendadas bebidas isotônicas para repor também os sais minerais.

### Leite condensado
O contato por tempo prolongado com a água em temperatura mais baixa que o ambiente provoca excessiva perda de calorias. Os mergulhadores chegam a perder até quatro quilos num só dia na água. Por isso digerem substâncias doces, como leite condensado para reforçar as calorias que o organismo metaboliza com muita rapidez. A alta concentração de sal na água também resseca a boca dos mergulhadores, que procuram substâncias doces para conservar o paladar.

### Perda de peso
Os mergulhadores que fazem caça submarina perdem quatro quilos em média, pois permanecem muitas horas dentro da água. Quem faz mergulho autônomo perde em média 900 quilocalorias por mergulho.

## Mergulho mais profundo de sempre
Em 18 de setembro de 2014, o egípcio Ahmed Gamal Gabr quebrou o recorde mundial de mergulho mais profundo de sempre, no Mar Vermelho, conseguindo descer a 332,35 metros de profundidade em 12 minutos, mas demorou quase 15 horas a regressar à superfície sem qualquer lesão.